# Brailact
Brailact este o companie producătoare de produse lactate din România, înființată în 1995.
Compania este listată pe piața Rasdaq.
Acționarul majoritar al Brailact este firma Tima Intercom, deținută de doi investitori greci, Antonios Tirpintiris și Theodors Malideros, care dețin, fiecare, câte 48,6% din capitalul firmei.
Tima Intercom SRL a preluat în 2004 pachetul majoritar Brailact de la societatea Parametru Commercial Engineering, aflată la acea vreme în lichidare judiciară.
Din anul 2004, Brailact a devenit unic producător și distribuitor al produselor sub brandul Brenac.
Cifra de afaceri în 2006: 8 milioane Euro, în creștere cu 68% față de 2005